# Чилгрен (тауншип, Миннесота)
Чилгрен (англ. Chilgren) — тауншип в округе Лейк-оф-Вудс, Миннесота, США. На 2000 год его население составило 179 человек.

## География
По данным Бюро переписи населения США площадь тауншипа составляет 93,2 км², из которых 93,1 км² занимает суша, а 0,1 км² — вода (0,08 %).

## Демография
По данным переписи населения 2000 года здесь находились 179 человек, 67 домохозяйств и 46 семей. Плотность населения — 1,9 чел./км². На территории тауншипа расположено 89 построек со средней плотностью 1,0 построек на один квадратный километр. Расовый состав населения: 98,88 % белых и 1,12 % приходится на две или более других рас.
Из 67 домохозяйств в 37,3 % воспитывались дети до 18 лет, в 64,2 % проживали супружеские пары, в 1,5 % проживали незамужние женщины и в 31,3 % домохозяйств проживали несемейные люди. 29,9 % домохозяйств состояли из одного человека, при том 10,4 % из — одиноких пожилых людей старше 65 лет. Средний размер домохозяйства — 2,67, а семьи — 3,39 человека.
31,8 % населения младше 18 лет, 3,9 % в возрасте от 18 до 24 лет, 31,3 % от 25 до 44, 24,6 % от 45 до 64 и 8,4 % старше 65 лет. Средний возраст — 35 лет. На каждые 100 женщин приходилось 110,6 мужчин. На каждые 100 женщин старше 18 приходилось 139,2 мужчин.
Средний годовой доход домохозяйства составлял 25 000 долларов, а средний годовой доход семьи — 17 000 долларов. Средний доход мужчин — 30 156 долларов, в то время как у женщин — 36 250. Доход на душу населения составил 10 239 долларов. За чертой бедности находились 34,6 % семей и 29,1 % всего населения тауншипа, из которых 24,7 % младше 18 лет.